# Најтан Нандез
Најтан Мајкл Нандез Акоста (шп. Nahitan Michel Nández Acosta; Пунта дел Есте, 28. децембар 1995) уругвајски је фудбалер који игра на позицији везног играча за Каљари и репрезентацију Уругваја.

## Клупска каријера
Нандес је професионално почео да се бави фудбалом у ФК Пењарол. Први лигашку утакмицу у каријери одиграо је 1. марта 2014. године за ФК Пењарол који је играо против ФК Данубио. У игру је ушао у 57 минуту, а њетов тим победио је резултатом 0-2.

## Репрезентативна каријера
Нандес је био капитен и кључни играч репрезентације Уругваја до 20 година на Светском првенству у фудбалу до 20 година 2015. године на Новом Зеланду, где је играо на све четири утакмице за свој тим.
Свој први наступ за репрезентацију Уругваја имао је 2015. године на пријатељској утакмици против фудбалске репрезентације Костарике, 8. септембра. У игру је ушао у 37 минуту, заменивши Дијега Ролана, а његов тим изгубио је резултатом 1:0.
У мају 2018. године позван је да игра за репрезентацију Уругваја на Светском првенству у фудбалу 2018. године у Русији.

## Статистика каријере

### Клуб
Ажурирано 3. децембра 2022.
| Клуб              | Сезона            | Лига                | Лига    | Лига   | Куп     | Куп    | Континентални куп | Континентални куп | Остало  | Остало | Укупно  | Укупно |
| Клуб              | Сезона            | Дивизија            | Наступи | Голови | Наступи | Голови | Наступи           | Голови            | Наступи | Голови | Наступи | Голови |
| ----------------- | ----------------- | ------------------- | ------- | ------ | ------- | ------ | ----------------- | ----------------- | ------- | ------ | ------- | ------ |
| Пењарол           | 2013/14.          | Прва лига Уругваја  | 5       | 0      | —       | —      | 1                 | 0                 | —       | —      | 6       | 0      |
| Пењарол           | 2014/15.          | Прва лига Уругваја  | 10      | 0      | —       | —      | —                 | —                 | —       | —      | 10      | 0      |
| Пењарол           | 2015/16.          | Прва лига Уругваја  | 28      | 1      | —       | —      | 5                 | 0                 | —       | —      | 33      | 1      |
| Пењарол           | 2016.             | Прва лига Уругваја  | 12      | 0      | —       | —      | 1                 | 0                 | —       | —      | 13      | 0      |
| Пењарол           | 2017.             | Прва лига Уругваја  | 20      | 7      | —       | —      | 4                 | 0                 | —       | —      | 24      | 7      |
| Пењарол           | Укупно            | Укупно              | 75      | 8      | 0       | 0      | 11                | 0                 | 0       | 0      | 86      | 8      |
| Бока јуниорс      | 2017/18.          | Прва лига Аргентине | 24      | 4      | 2       | 0      | 11                | 2                 | 1       | 0      | 38      | 6      |
| Бока јуниорс      | 2018/19.          | Прва лига Аргентине | 12      | 2      | 8       | 0      | 8                 | 0                 | 1       | 0      | 29      | 2      |
| Бока јуниорс      | Укупно            | Укупно              | 36      | 6      | 10      | 0      | 19                | 2                 | 2       | 0      | 67      | 8      |
| Каљари            | 2019/20.          | Серија А            | 35      | 2      | 3       | 0      | —                 | —                 | —       | —      | 38      | 2      |
| Каљари            | 2020/21.          | Серија А            | 32      | 2      | 2       | 0      | —                 | —                 | —       | —      | 34      | 2      |
| Каљари            | 2021/22.          | Серија А            | 21      | 0      | 1       | 0      | —                 | —                 | —       | —      | 22      | 0      |
| Каљари            | 2022/23.          | Серија Б            | 14      | 0      | 0       | 0      | —                 | —                 | —       | —      | 14      | 0      |
| Каљари            | Укупно            | Укупно              | 102     | 4      | 6       | 0      | 0                 | 0                 | 0       | 0      | 108     | 4      |
| Укупно у каријери | Укупно у каријери | Укупно у каријери   | 205     | 18     | 16      | 0      | 30                | 2                 | 2       | 0      | 253     | 20     |

### Репрезентација
Ажурирано 16. новембра 2021.
| Уругвај | Уругвај | Уругвај |
| Година  | Наступи | Голови  |
| ------- | ------- | ------- |
| 2015    | 3       | 0       |
| 2016    | 0       | 0       |
| 2017    | 6       | 0       |
| 2018    | 11      | 0       |
| 2019    | 11      | 0       |
| 2020    | 4       | 0       |
| 2021    | 14      | 0       |
| Укупно  | 49      | 0       |